# Якарина
Якари́на (Volatinia jacarina) — вид горобцеподібних птахів родини саякових (Thraupidae). Мешкає в Мексиці, Центральній і Південній Америці. Це єдиний представник монотипового роду Якарина (Volatinia).

## Опис

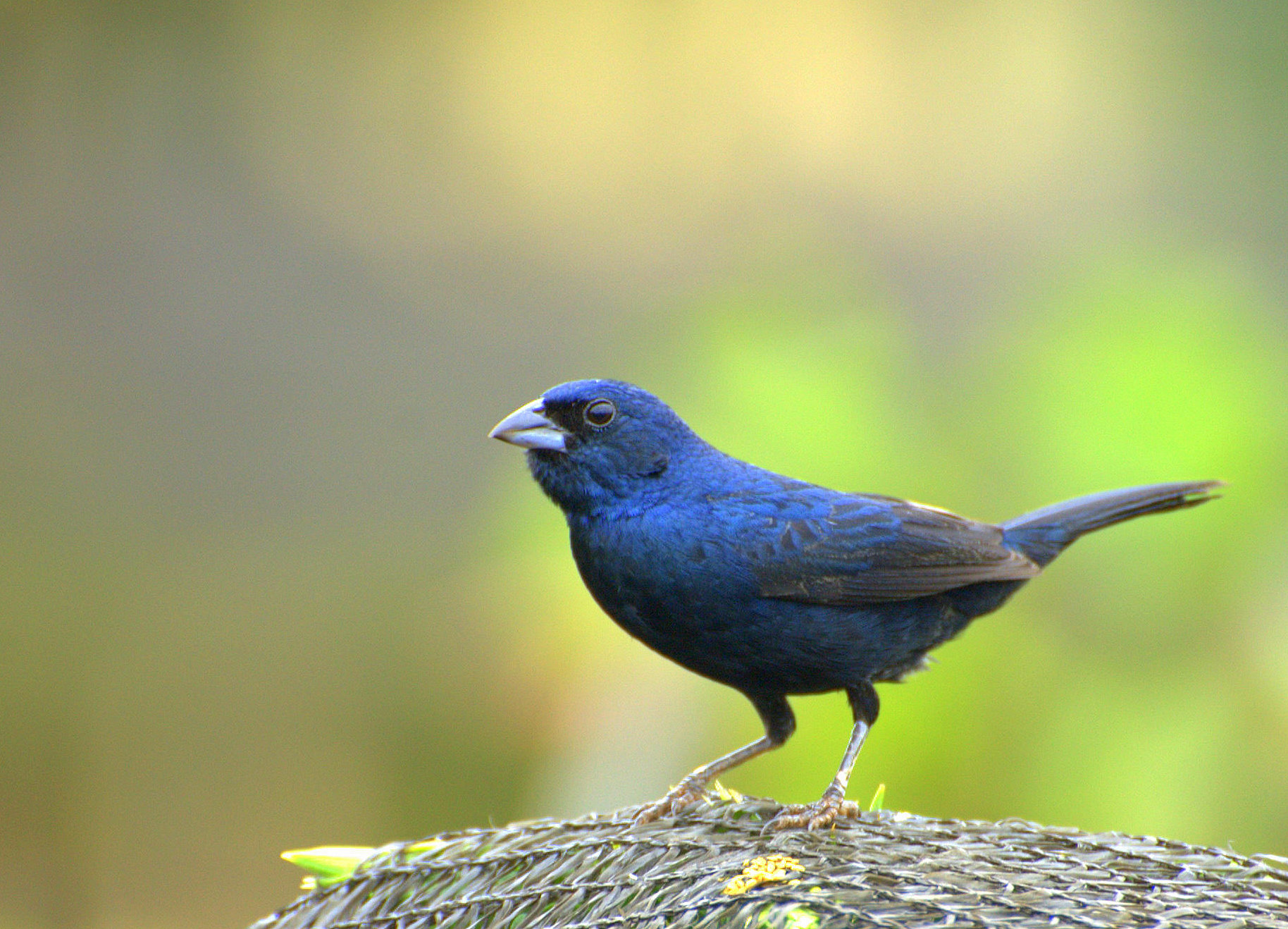
Самець якарини

Довжина птаха становить 10,2 см, вага 9,3 г. Виду притаманний статевий диморфізм. Самці мають переважно синювато-чорне забарвлення, яке при певному освітленні може набувати помітного синього відблиску, крила і хвіст у них чорні, нижня сторона крил біла. Самиці і молоді птахи мають переважно коричневе забарвлення, нижня частина тіла у них світліша, поцяткована більш темними смугами. Дзьоб чорний, знизу біля основи сизуватий, відносно тонкий і загострений. Самці набувають дорослого забарвлення у віці 2 років.

## Підвиди
Виділяють три підвиди:
- V. j. splendens (Vieillot, 1817) — від північної Мексики до Колумбії і на схід через Венесуелу і Гвіану до Амазонії, острови Тринідад, Тобаго і Гренада;
- V. j. jacarina (Linnaeus, 1766) — від південно-східного Перу до східної Болівії, Парагвая, центральної і східної Болівії і північної Аргентини;
- V. j. peruviensis (Peale, 1849) — захід Еквадору і Перу, північний захід Чилі.

## Поширення і екологія
Якарини широко поширені від північної Мексики до північної Аргентини. Вони живуть на трав'янистих рівнинах, зокрема в саванах, на луках і в полях, трапляються в садах і людських поселеннях, на висоті до 2000 м над рівнем моря. Зустрічаються зграйками, які можуть нараховувати до кількох сотень птахів, часто приєднуються до зміщаних зграй птахів. Живляться насінням, яке шукають на землі, іноді також комахами.
Початок сезону розмноження у якарин різниться в залежності від регіону, на півдні ареалу він триває з жовтня по лютий. В цей час самці часто співають, час від часу стрибаючи на місці. Гніздо відкрите, чашоподібне, робиться з рослинних волокон, встелюється тонкими рослинними волоконами або шерстю, розміщується у траві. В кладці 3 яйця, інкубаційний період триває 13 днів. Якарини іноді стають жертвами гніздового паразитизму синіх вашерів.